# Lovenia subcarinata
Lovenia subcarinata is een zee-egel uit de familie Loveniidae.
De wetenschappelijke naam van de soort werd in 1845 gepubliceerd door John Edward Gray.

## Synoniemen
- Lovenia triangularis A. Agassiz, 1864[1] per Agassiz, 1873, Revision of the Echini: 139